# Ingrida Šimonytė
Ingrida Šimonytė (sinh ngày 15 tháng 11 năm 1974) là một chính trị gia và nhà kinh tế người Litva, hiện là Thủ tướng Litva, nhậm chức vào ngày 25 tháng 11 năm 2020. Bà là người phụ nữ thứ hai giữ chức vụ này, sau Kazimira Prunskienė. Šimonytė cũng đã từng là thành viên của Seimas tại khu vực bầu cử Antakalnis kể từ năm 2016, đồng thời là bộ trưởng tài chính trong Nội các thứ hai của Kubilius từ năm 2009 đến năm 2012. Šimonytė từng tham gia cuộc bầu cử tổng thống Litva 2019 với tư cách chính trị gia độc lập, bất chấp việc bà đã liên kết với Liên minh Tổ quốc.
Sinh ra ở Vilnius, Šimonytė tốt nghiệp Đại học Vilnius với bằng kinh doanh vào năm 1996, sau đó nhận bằng thạc sĩ cũng vào năm 1998. Bà bắt đầu sự nghiệp của mình với tư cách là một nhà kinh tế và công chức nhà nước, làm giám đốc bộ phận thuế trong Bộ Tài chính cho đến năm 2004. Bà vẫn làm cho cục thuế vụ của bộ cho đến khi được đề cử giữ chức bộ trưởng tài chính vào năm 2009, được giao nhiệm vụ kích thích nền kinh tế Litva sau hậu quả của Đại suy thoái. Bà từ chức vào năm 2012, và sau đó được bổ nhiệm làm phó chủ tịch hội đồng quản trị của Ngân hàng Litva, đồng thời trở thành giáo sư kinh tế tại Viện Quan hệ Quốc tế và Khoa học Chính trị của Đại học Vilnius, và tài chính công tại Đại học Quản lý và Kinh tế ISM.
Šimonytė trở lại chính trường vào năm 2016, khi bà ra tranh cử với tư cách là một ứng cử viên độc lập trong cuộc bầu cử quốc hội 2016 để đại diện cho khu vực bầu cử Antakalnis ở Vilnius, cuối cùng giành được một ghế trong quốc hội. Vào năm 2018, Šimonytė đã công bố chiến dịch của mình trong cuộc bầu cử tổng thống năm 2019 và giành được đề cử của đảng chính trị Liên minh Tổ quốc. Bà suýt thắng trong vòng đầu tiên của cuộc bầu cử vào ngày 12 tháng 5 năm 2019, trước khi xếp thứ hai sau Gitanas Nausėda trong cuộc tranh cử vào ngày 26 tháng 5.
Bà đã được bầu lại vào quốc hội trong cuộc bầu cử quốc hội năm 2020, nơi Liên minh Tổ quốc giành được đa số ghế. Sau khi chứng nhận kết quả bầu cử, Šimonytė được đề xuất làm ứng cử viên thủ tướng bởi một liên minh bao gồm Liên minh Tổ quốc, Phong trào Tự do, và Đảng Tự do, và nhậm chức vào ngày 25 tháng 11 với sự bổ nhiệm vào nội các.

## Thời trẻ và học vấn
Šimonytė sinh ra ở Vilnius với cha là kỹ sư xây dựng dân dụng và mẹ là Danutė Šimonienė, nhà kinh tế học. Bà chuyển đến quận Antakalnis của Vilnius với cha mẹ mình vào năm 1984, nơi bà đã trải qua phần lớn thời thơ ấu và trưởng thành. Năm 1992, Šimonytė hoàn thành chương trình học tại Trường trung học Vilnius Žirmūnai, nơi bà được công nhận và trao giải cho kỹ năng học tập về toán học.
Sau khi tốt nghiệp, bà đăng ký vào Khoa Kinh tế tại Đại học Vilnius, tốt nghiệp với bằng quản trị kinh doanh vào năm 1996. Sau đó, bà trở lại trường và nhận bằng thạc sĩ kinh tế vào năm 1998.

## Sự nghiệp chính trị

### Sự nghiệp ban đầu
Năm 1997, Šimonytė lần đầu tiên bắt đầu làm việc chuyên nghiệp với tư cách là một nhà kinh tế và công chức, sau khi được thuê tại Bộ Tài chính trong bộ phận thuế của nó. Từ năm 1998 đến năm 2001, Šimonytė làm việc vị trí nhà kinh tế trong bộ phận thuế của Bộ, và sau đó được thăng chức làm trưởng bộ phận thuế gián thu của bộ, một vị trí mà bà giữ cho đến năm 2004, khi bà trở thành thủ tướng của bộ, và sau đó là thứ trưởng tài chính. Bà từ chức năm 2009 để nhậm chức Bộ trưởng Tài chính.

### Bộ trưởng tài chính

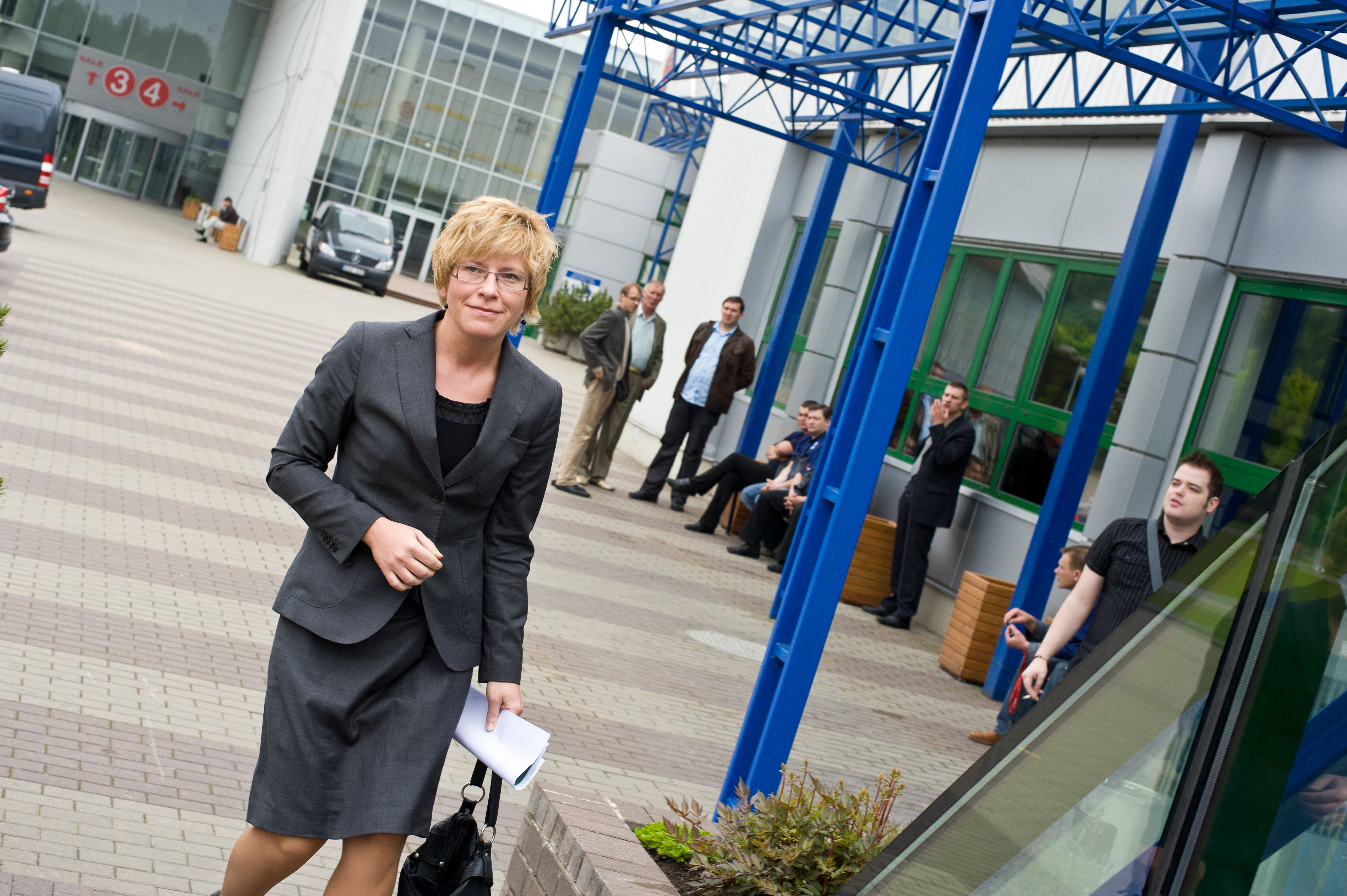
Šimonytė tại Diễn đàn Phát triển Baltic 2010 ở Vilnius.

Năm 2009, Šimonytė được đề cử làm bộ trưởng tài chính trong nội các thứ hai của Thủ tướng Andrius Kubilius, thay thế Algirdas Šemeta đã từ chức để trở thành Ủy viên Châu Âu về Ngân sách và Quản lý. Theo đề bạt của Thủ tướng, bàđược Tổng thống Valdas Adamkus bổ nhiệm chức vụ. Khi nhậm chức, Šimonytė được giao nhiệm vụ phục hồi nền kinh tế Litva sau hậu quả của Đại suy thoái, với tổng sản phẩm quốc nội (GDP) của Litva đã giảm 14,7% vào năm 2009. Khi tại vị, Šimonytė trở thành một trong những gương mặt đại diện cho chính sách thắt lưng buộc bụng do chính phủ thực hiện nhằm cải thiện nền kinh tế Litva.
Bà Šimonytė từ chức bộ trưởng bộ tài chính sau cuộc bầu cử quốc hội năm 2012, chính phủ đương nhiệm chịu thất bại trước Đảng Dân chủ Xã hội Litva và chính phủ kế nhiệm sắp tới của Algirdas Butkevičius. Sau khi từ chức, Šimonytė được bổ nhiệm giữ chức vụ phó chủ tịch hội đồng quản trị của Ngân hàng Litva, bà giữ vai trò này cho đến năm 2016, đồng thời làm giảng viên kinh tế tại Viện Quan hệ Quốc tế và Khoa học Chính trị của Đại học Vilnius, và giảng viên tài chính công tại Đại học Quản lý và Kinh tế ISM.

### Sự nghiệp nghị viện
Vào năm 2015, Šimonytė lên kế hoạch quay trở lại chính trường sau khi bà xác nhận ý định trở thành ứng cử viên trong cuộc bầu cử quốc hội năm 2016, nhằm đại diện cho khu vực bầu cử Antakalnis ở Vilnius. Chiếc ghế đại diện đã được giữ bởi cựu thủ tướng Andrius Kubilius, ông đã chọn không tham gia tái tranh cử ở khu vực bầu cử này. Vị trí ghế đại diện này an toàn cho Liên minh Tổ quốc-Dân chủ Cơ đốc giáo Litva (Tėvynės sąjunga – Lietuvos krikščionys demokratai), Šimonytė tranh cử với tư cách là một ứng cử viên độc lập, bà nhận được hỗ trợ bầu cử từ Liên minh Tổ quốc-Dân chủ Cơ đốc giáo Litva. Trong cuộc bầu cử, Šimonytė là một trong ba ứng cử viên khu vực bầu cử duy nhất trên toàn quốc giành chiến thắng mà không cần phải tiến tới cuộc bầu cử sơ bộ vòng hai, bà đã giành được 51,54% phiếu bầu của cử tri trong khu vực bầu cử của bà ở vòng đầu tiên. Sau chiến thắng, bà đã có ghế đại diện ở Seimas.
Sau khi đắc cử vào Seimas, Šimonytė tham gia nhóm nghị sĩ của Liên minh Tổ quốc-Dân chủ Cơ đốc giáo Litva, mặc dù về mặt chính thức bà là một chính trị gia độc lập. Bà được bổ nhiệm giữ chức vụ chủ tịch ủy ban kiểm toán, đồng thời phục vụ trong ủy ban các vấn đề châu Âu.

#### Bầu cử tổng thống năm 2019
Vào năm 2018, Šimonytė đã công bố chiến dịch tranh cử tổng thống Litva trong cuộc bầu cử tổng thống diễn ra vào năm 2019. Với tư cách là một ứng cử viên độc lập, Šimonytė tìm kiếm sự đề cử từ đảng chính trị Liên minh Tổ quốc-Dân chủ Cơ đốc giáo Litva, đối mặt với Vygaudas Ušackas. Cuối cùng, bà đã giành được đề cử, nhận được 79% phiếu bầu.
Tham gia cuộc bầu cử với tư cách là ứng cử viên của Liên minh Tổ quốc-Dân chủ Cơ đốc giáo Litva, Šimonytė là một trong những ứng cử viên chiến thắng, liên tục bỏ phiếu trong thế trận gần như bế tắc trước đối thủ là ứng cử viên độc lập Gitanas Nausėda. Vòng đầu tiên của cuộc bầu cử được tổ chức vào ngày 12 tháng 5 năm 2019, khi đó Šimonytė đứng đầu một cách sít sao với 31,53% phiếu bầu, trước 31,16% của Nausėda. Hai người sau đó tiến tới một cuộc bầu cử sơ bộ vào ngày 26 tháng 5, Šimonytė bị Nausėda đánh bại sau khi chỉ nhận được 33,47% phiếu bầu; bà đã nhận được tổng số phiếu bầu ở vòng thứ hai ít hơn so với vòng đầu tiên khoảng 3.200 phiếu bầu, trong khi Nausėda nhận được nhiều hơn 400.000 phiếu bầu so với vòng đầu tiên.

### Thủ tướng
Sau cuộc bầu cử tổng thống năm 2019, Šimonytė đã nổi lên với tư cách là một nhà lãnh đạo không chính thức của Liên minh Tổ quốc-Dân chủ Cơ đốc giáo Litva và là một trong những chính trị gia nổi bật nhất liên kết với đảng này, mặc dù là một chính khách độc lập. Bà đã tái ứng cử vào Seimas trong cuộc bầu cử quốc hội năm 2020, bà một lần nữa trở thành một trong ba ứng cử viên khu vực bầu cử duy nhất trên toàn quốc giành chiến thắng trong cuộc bầu cử của họ ở vòng đầu tiên, lần này bà đã nhận được hơn 60% phiếu bầu. Sau chứng nhận kết quả bầu cử, Liên minh Tổ quốc-Dân chủ Cơ đốc giáo đã giành được đa số ghế, vượt qua chính phủ đương nhiệm do Liên minh Xanh và Nông dân Litva lãnh đạo.
Sau cuộc bầu cử, một liên minh dự kiến sẽ được thành lập giữa Liên minh Tổ quốc-Dân chủ Cơ đốc giáo, Phong trào Tự do và Đảng Tự do, cả ba đảng đều đề xuất Šimonytė làm thủ tướng. Nếu được xác nhận, chính phủ sẽ do ba phụ nữ lãnh đạo: Šimonytė, lãnh đạo Phong trào Tự do Viktorija Čmilytė, và lãnh đạo Đảng Tự do Aušrinė Armonaitė, bước theo sau Nội các Marin ở Phần Lan.
Vào ngày 9 tháng 11, thỏa thuận liên minh đã được ký kết giữa Liên minh Tổ quốc-Dân chủ Cơ đốc giáo, Phong trào Tự do và Đảng Tự do, mở đường cho Šimonytė trở thành thủ tướng. Vào ngày 18 tháng 11, bà công bố nội các. Šimonytė được Tổng thống Gitanas Nausėda bổ nhiệm làm thủ tướng vào ngày 25 tháng 11 năm 2020, trở thành người phụ nữ thứ hai đảm nhiệm vai trò này, sau Kazimira Prunskienė.

## Lập trường chính trị

### Chính sách đối ngoại
Vào tháng 10 năm 2018, trong cuộc tranh luận về chính sách đối ngoại cho việc đề cử từ Liên minh Tổ quốc-Dân chủ Cơ đốc giáo trong cuộc bầu cử tổng thống năm 2019, Šimonytė đã tuyên bố rằng nếu bà được bầu làm tổng thống, bà sẽ tăng cường tài trợ cho an ninh và quốc phòng. Bà đã gọi Nga là một "quốc gia đã phá vỡ mọi thỏa thuận quốc tế", và gọi Nga là mối đe dọa đối với an ninh châu Âu. Bên cạnh đó, Šimonytė coi Ba Lan như một đồng minh và đã khuyến khích cải thiện quan hệ giữa hai nước.
Šimonytė ủng hộ dữ liệu khoa học về biến đổi khí hậu và coi quyết định rút khỏi Hiệp định Paris của Donald Trump là một "sai lầm".

### Chính sách đối nội
Šimonytė đã tuyên bố không phản đối các công đoàn dân sự đồng tính vào Litva, vốn thu hút sự ủng hộ của các nhà hoạt động vì quyền LGBT. Ngoài ra, Šimonytė tuyên bố bà sẽ không bao giờ tự mình phá thai, nhưng bà không lên án phụ nữ chọn phá thai.
Šimonytė đã bị cộng đồng Do Thái ở Litva chỉ trích sau khi bà tuyên bố không treo tấm bảng tưởng niệm Jonas Noreika, người đã ký vào bản tuyên bố thành lập các khu biệt thự Do Thái ở Litva.

## Đời sống cá nhân
Ngoài tiếng Litva là tiếng mẹ đẻ của mình, Šimonytė còn nói được tiếng Anh, tiếng Ba Lan và tiếng Nga, cũng như có thể nói tiếng Thụy Điển ở mức cơ bản. Bà chưa lập gia đình và không có con.

## Danh hiệu và giải thưởng

### Danh hiệu

#### Danh hiệu quốc gia
- Litva: Thập tự giá của sĩ quan thuộc Dòng Vytautas Đại đế (16 tháng 2 năm 2015)[1]